# Улица Здоровцева (Санкт-Петербург)
Улица Здо́ровцева — улица в Красносельском районе Санкт-Петербурга, от дома 12 по улице Здоровцева до проспекта Народного Ополчения.

## История
6 июня 1975 года бывшая Старо-Ивановская улица в Сосновой Поляне была переименована в улицу Здоровцева. Прежнее название было известно с 1930-х годов и происходило от имени речки Ивановки, вдоль которой улица проходит. 16 января 1964 года её включили в состав находящейся на другом берегу реки улицы Добровольцев, но поскольку между двумя сторонами улицы оказалось довольно большое расстояние, то потребовалось отдельное название.
Новое имя было дано в честь лётчика Степана Ивановича Здоровцева (1916—1941), одного из трёх Героев Советского Союза, кто получил это звание первым в годы Великой Отечественной войны. 28 июня 1941 года младшие лейтенанты 158-го авиационного истребительного полка Степан Здоровцев и Пётр Харитонов таранным ударом сбили немецкие «юнкерсы», а на следующий день мужество и отвагу проявил их однополчанин Михаил Жуков.
8 июля 1941 года всем троим было присвоено звание Героев Советского Союза. А 9 июля командир звена Степан Здоровцев не вернулся с боевого задания.

## Объекты
1. в доме 35 корпус 2 находится Психоневрологический Дом Ребёнка № 7.
2. в доме 8А находится Центр Физической Культуры, Спорта и Здоровья Красносельского района.
3. на углу с проспектом Народного Ополчения находится Профессиональный Лицей им. Героя России В. Широкова.
4. На левом (западном) берегу реки Ивановка находятся остатки трёх германских ДОТов / ЖБОТов (тобруков) — в районе домов 27—29, 31, и рядом с пр. Ветеранов у пруда.
5. Дом 12 общежитие СПБГТИ факультет № 2 Химической и биотехнологии.
6. Дом 14 общежитие СПБГТИ факультет № 4 ИТУ

## Транспорт

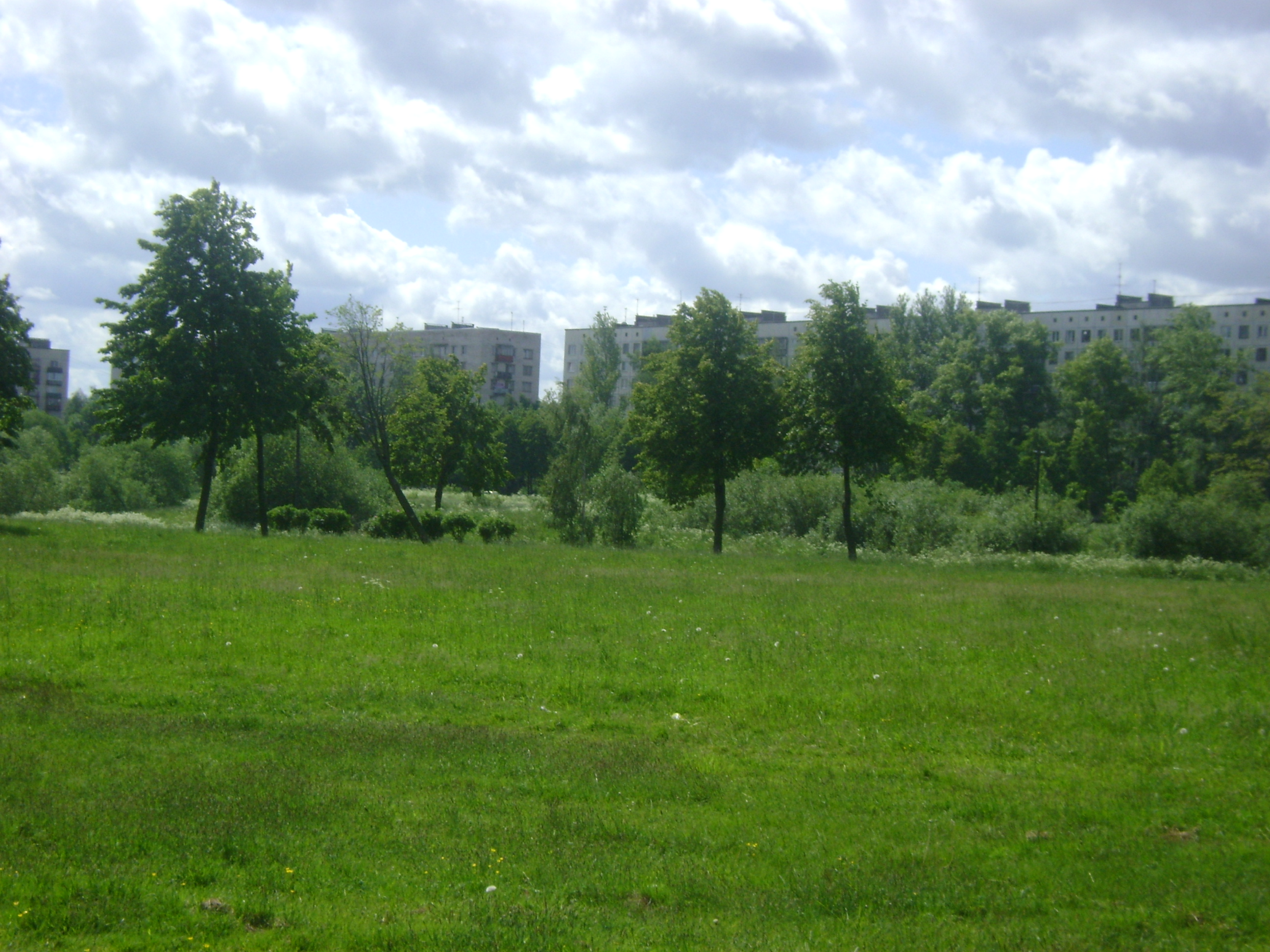
Вид с парка

- ближайшая станция метро: «проспект Ветеранов» (далее наземным транспортом)
- пересекают улицу:
- По проспекту Ветеранов:

1. Троллейбус № 37, 46
2. Автобус № 68, 68А, 130, 242, 284, 297, 329
3. Маршрутки №  635, 639б.
4. Трамвай № 52

- По проспекту Народного Ополчения:

1. Автобус № 87, 130, 163, 165, 203, 229, 265, 297, 333

## Пересекает следующие улицы и проспекты
1. проспект Ветеранов
2. проспект Народного Ополчения